# Harbor
Harbor is een plaats (census-designated place) in de Amerikaanse staat Oregon, en valt bestuurlijk gezien onder Curry County.

## Demografie
Bij de volkstelling in 2000 werd het aantal inwoners vastgesteld op 2622.

## Geografie
Volgens het United States Census Bureau beslaat de plaats een oppervlakte van 6,0 km², waarvan 4,9 km² land en 1,1 km² water.

## Plaatsen in de nabije omgeving
De onderstaande figuur toont nabijgelegen plaatsen in een straal van 36 km rond Harbor.